# Сулутюбе (Кызылординская область)
Сулутюбе (каз. Сұлутөбе) — село в Чиилийском районе Кызылординской области Казахстана. Административный центр Сулутюбинского сельского округа. Код КАТО — 435257100.

## Население
В 1999 году население села составляло 2604 человека (1356 мужчин и 1248 женщин). По данным переписи 2009 года, в селе проживали 2403 человека (1220 мужчин и 1183 женщины).

## Галерея

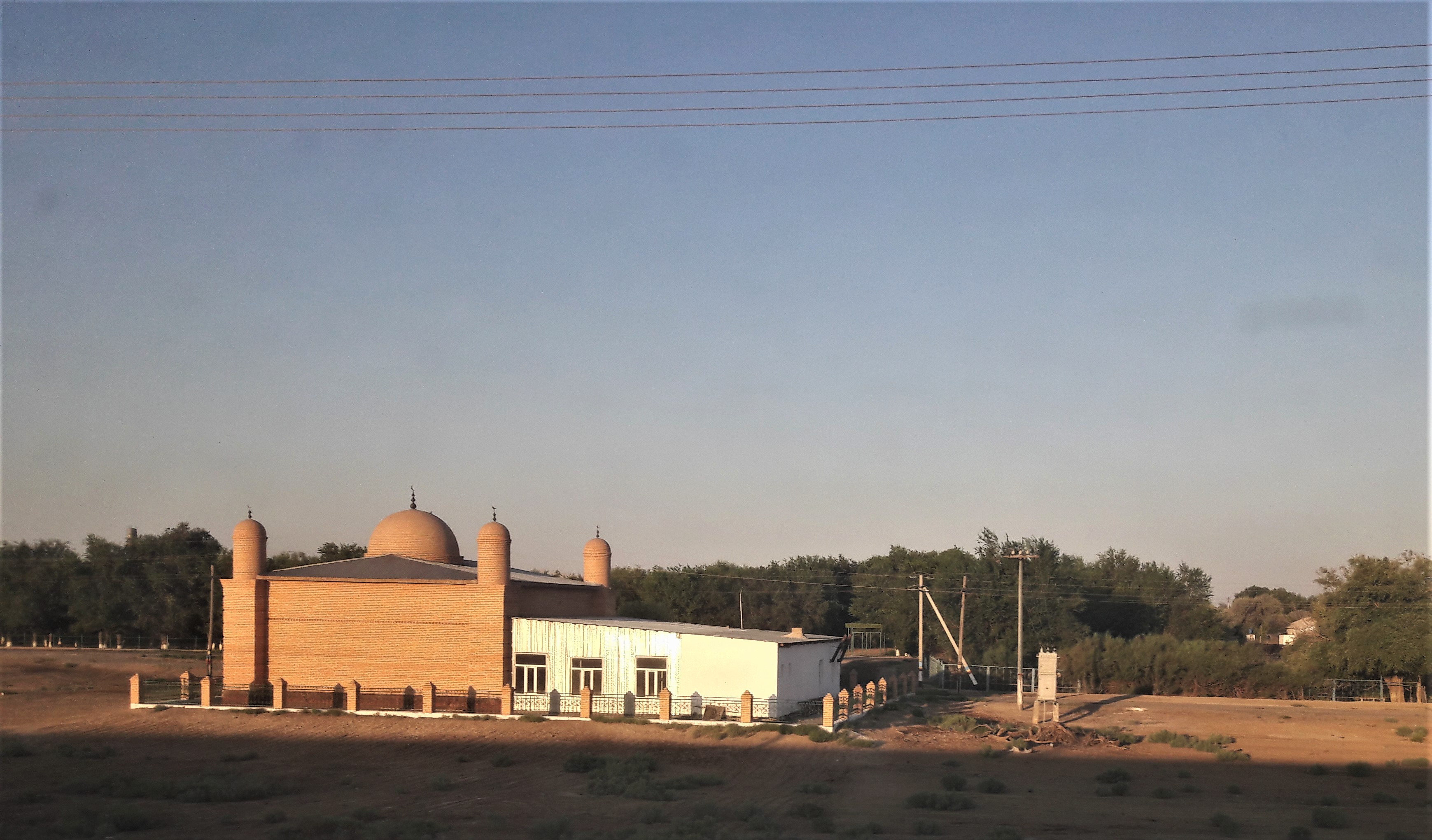
Мечеть
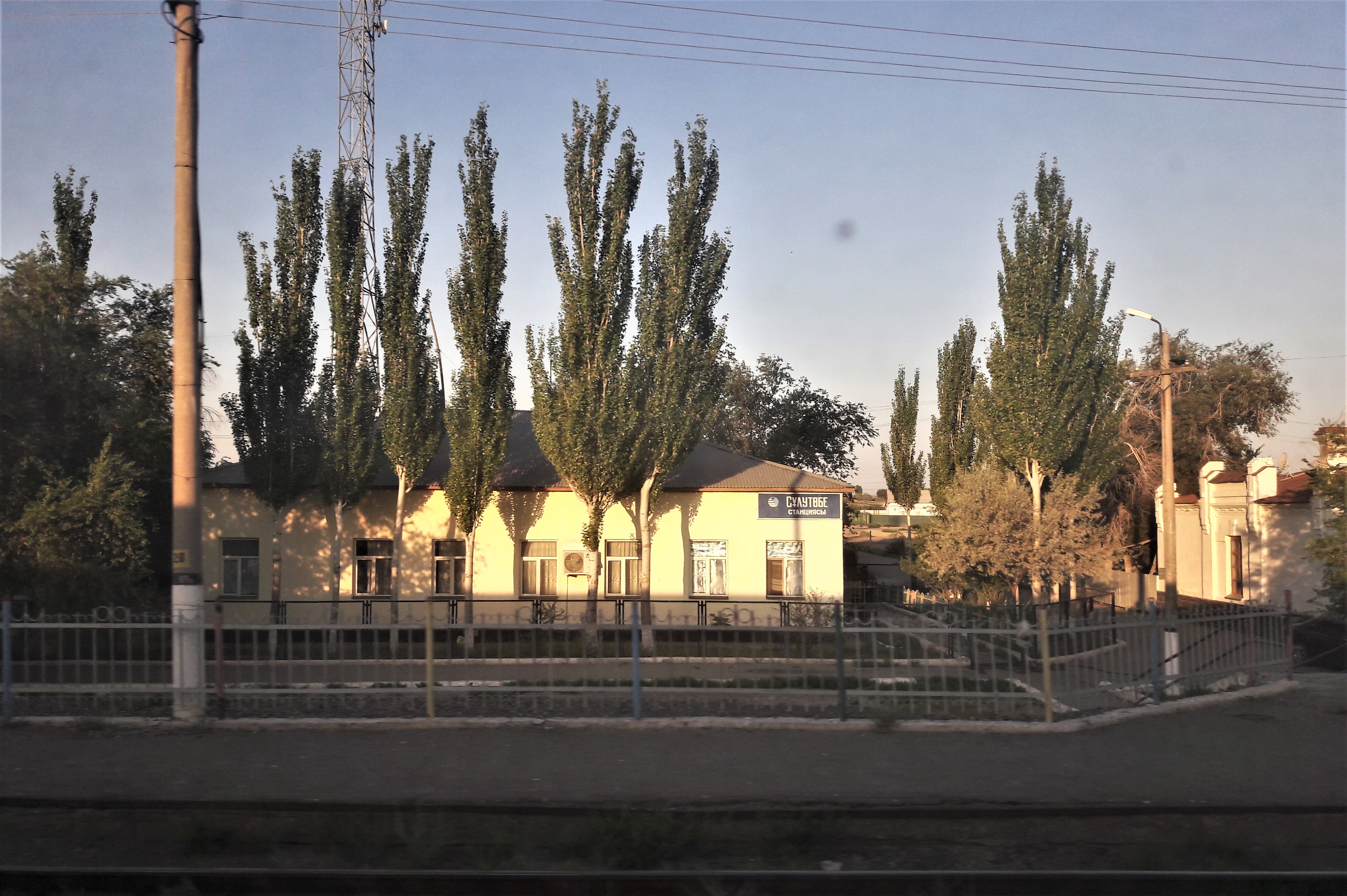
ж.д.станция